# Hans Baumgartner (Fotograf)
Hans Baumgartner (* 10. September 1911 in Altnau; † 28. Dezember 1996 in Frauenfeld) war ein Schweizer Fotograf und Lehrer.

## Leben und Wirken
Hans Baumgartner wurde 1911 in Altnau TG am Bodensee geboren. Im Lehrerseminar Kreuzlingen und an der Universität Zürich liess er sich zum Pädagogen ausbilden. Ab 1937 bis zu seiner Pensionierung arbeitete er als Lehrer, bis 1962 in Steckborn, später in Frauenfeld.
Baumgartners erste Fotografien entstanden 1929. Anfang der 1930er Jahre entdeckte ihn der Journalist Arnold Kübler. Eine erste Fotoreportage erschien 1935. Danach publizierte Baumgartner in Magazinen wie Camera, du, Der Schweizer Spiegel, Die Schweiz und Föhn. Auch die Neue Zürcher Zeitung und die Thurgauer Zeitung veröffentlichten seine Bilder. Seine Fotobücher (ab 1941) beschäftigen sich vor allem mit Themen aus seinem Heimatkanton Thurgau. 1937 machte er die Bekanntschaft mit dem Maler Adolf Dietrich, welchen er in der Folge mehrfach porträtierte.
Baumgartner fotografierte auch auf seinen Reisen nach Paris (1930, 1931; 1991) und Italien (1935), auf den Balkan (1935), nach Südfrankreich (1949; 1953), Nordafrika und in die Sahara (1949); nach Kroatien mit Dalmatien (1957), ins Burgund (1966), nach Spanien und Portugal, Schweden und Finnland (1969), in die USA (1970), nach Ungarn (1981; 1991), Belgien (1987; 1991) und Deutschland. Auf seiner Weltreise per Schiff gelangte er 1963 nach Asien (Bombay, Colombo, Saigon, Hongkong, Yokohama) und auf den amerikanischen Kontinent (Mexiko, USA). Kuraufenthalte führten ihn 1946 und 1954 nach Davos.
Hans Baumgartner ist 1996 in Frauenfeld verstorben. Seinen Nachlass von zirka 120'000 Aufnahmen verwaltet die Schweizerische Stiftung für Photographie.

## Auszeichnungen
- 1948: Einen ersten Preis beim Photowettbewerb «Spiegel der Heimat», Schweizer Heimatschutz[3]
- 1986: Kulturpreis des Kantons Thurgau

## Ausstellungen
Einzelausstellungen
- 1986: Kunstmuseum Thurgau, Kartause Ittingen, Warth[4]
- 1991: Musée suisse de l’Appareil Photographique (Schweizer Kameramuseum) Vevey
- 1996/1997: Kunsthaus Zürich[5]
- 2011: Hans Baumgartner – Meisterwerke des Alltags. ArteF Galerie für Kunstfotografie, Zürich[6]
- 2011: Schule im Bild. Schulmuseum Mühlebach, Amriswil[7]
- 2011: Hans Baumgartner – Bilder vom See. Seemuseum, Kreuzlingen[8][9]
- 2011: Hans Baumgartner – Herkunft und Welt. Ausstellung der Fotostiftung Schweiz. Museum im Turmhof, Steckborn[10]
- 2011: Hans Baumgartner – Im Auftrag. Staatsarchiv Thurgau, Frauenfeld[11]

Gruppenausstellungen
- 1952: Weltausstellung der Photographie Luzern
- 1998: Forum der Schweizer Geschichte Schwyz

## Filme
- Yvonne Escher: Hans Baumgartner, Photograph. In Zusammenarbeit mit SF DRS, 1994.
- Annemarie Friedli: Der Lehrer mit der Kamera. Hans Baumgartner und sein Thurgau. 1996.